# The International Molinological Society
De International Molinological Society (TIMS) is een sinds 1965 actieve en in 1973 opgerichte internationale vereniging van molenkenners en -liefhebbers. De vereniging bevordert uitwisseling van kennis, onderzoek aan en restauratie van molens. TIMS werkt nauw samen met nationale verenigingen en organisaties op molengebied. Daarnaast worden er campagnes gevoerd op regionaal en landelijk niveau ter aanmoediging van het behoud van historisch waardevolle molens en molenvergezichten. De officiële voertaal is Engels.

## Symposia en excursie
TIMS houdt om de vier jaar een internationaal, een week durend, symposium in een van de deelnemende landen. In 2007 was dat in Nederland in Putten. Aansluitend verschijnt er een symposiumverslag met bijdragen en discussies. Daarnaast wordt er om de vier jaar een eenweekse excursie georganiseerd.
Bijeenkomsten in de laatste jaren waren:
- International Symposium 1997 - Hongarije, Budapest
- International Symposium 2000 - USA, Stratford Hall
- International Symposium 2004 - Portugal, Amadorra
- International Symposium 2007 - Nederland, Putten
- International Symposium 2011 - Denemarken, Aalburg
- International Symposium 2015 - Roemenië, Sibiu
- International Symposium 2019 - Duitsland, Berlijn

## Publicaties

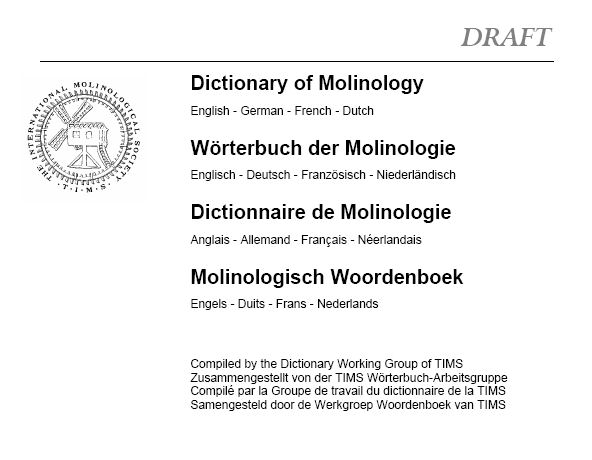
Woordenboek in vier talen

Als periodiek voor alle leden verschijnt er tweemaal per jaar het tijdschrift International Molinology (ca. 40 pagina's) met artikelen, korte bijdragen, boekbesprekingen en actueel nieuws. Uitgebreide studies worden gepubliceerd in "Bibliotheca Molinologica".
Daarnaast verschijnt er voor de Nederlands/Vlaamse afdeling van TIMS tweemaal per jaar het blad "Molinologie, tijdschrift voor molenstudie", eveneens ca. 40 pagina's en gevuld met artikelen, korte bijdragen, boekbesprekingen, etc. 
Ook heeft de Werkgroep Woordenboek van TIMS een in concept meertalig woordenboek met molentermen in het Engels, Duits, Frans en Nederlands, samengesteld, dat op aanvraag toegestuurd wordt en ook op CD verkrijgbaar is.
De afdeling Nederland en Vlaanderen looft tweejaarlijks de 'I.J. de Kramer-prijs' uit voor een gedegen en vernieuwende molinologische studie of incidenteel voor een oeuvre.